# Société canadienne de météorologie et d'océanographie
La Société canadienne de météorologie et d'océanographie (SCMO) est une société nationale de personnes et d’organisations vouées à l’avancement des sciences atmosphériques et météorologiques liées aux disciplines environnementales au Canada. Société d'un pays bilingue, son nom anglais est Canadian Meteorological and Oceanographic Society (CMOS).

## Histoire et mission
C'est un des principaux organismes non gouvernementaux à servir les intérêts des météorologues, océanographes, limnologues, hydrologues et scientifiques cryosphériques, la Société vise à promouvoir la météorologie et l’océanographie au Canada. La SCMO a vu le jour officiellement en 1967 et a adopté son nom actuel en 1977 après que la Société météorologique du Canada eut invité la communauté océanographique du Canada à se joindre à elle. Toutefois, la SCMO a une riche histoire qui remonte à 1939 alors qu’elle était connue sous le nom de Section canadienne de la Société royale de météorologie.

## Organisation
La SCMO compte 1 100 membres et adhérents, et parmi ceux-ci, des étudiants, des corporations, des institutions et d’autres groupes engagés dans l’éducation, les communications, le secteur privé et le gouvernement. Peut devenir membre de la SCMO toute personne qui a un intérêt dans les sciences atmosphériques et océaniques, ainsi que dans les disciplines connexes et leurs applications.
Elle est dirigée par un exécutif et un conseil élus à l'assemblée générale annuelle. Composé des présidents localement élus de 14 centres, le conseil nomme un directeur exécutif à la tête de son secrétariat. Des membres nommés par le conseil siègent aux différents comités : scientifique, enseignement universitaire et professionnel, formation scolaire et information du public, prix et honneurs, accréditation des conseillers et des présentateurs météo.

## Publications
La SCMO publie:
- Un bulletin bimensuel ;
- Le programme de son congrès annuel ;
- Des livres ;
- La Revue annuelle ;
- La revue scientifique Atmosphere-Ocean.

## Prix
La SCMO donne des prix pour souligner des contributions remarquables, dans le domaine scientifique ou public, aux sciences ou aux services atmosphériques et océaniques. Elle offre également des bourses d'études et de perfectionnement aux étudiants qualifiés de premier et de troisième cycle universitaire. En association avec le Conseil canadien de l’enseignement de la géographie, elle parraine les enseignants canadiens de niveau pré-collégial qui participent au Project Atmosphere sous l’autorité conjointe de l’American Meteorological Society et de la National Oceanic and Atmospheric Administration des États-Unis d'Amérique. La SCMO œuvre de concert avec des partenaires pour établir la contrepartie canadienne.
La SCMO a participé avec le gouvernement canadien dans le fonctionnement de la Fondation canadienne pour les sciences de l'atmosphère. La FCSCA était un organisme indépendant qui distribuait des fonds gouvernementaux sous forme de subventions et dont le conseil était formé de membres du SCMO.